# Centromerus unicolor
Centromerus unicolor là một loài nhện trong họ Linyphiidae.
Loài này thuộc chi Centromerus. Centromerus unicolor được Carl Friedrich Roewer miêu tả năm 1959.